# Hitchcock/Truffaut (film)
Pour le livre, voir Hitchcock/Truffaut.
Pour plus de détails, voir Fiche technique et Distribution.
Hitchcock/Truffaut est un documentaire franco-américain réalisé par Kent Jones et sorti en 2015.
Il est basé sur le livre Hitchcock/Truffaut, ou Le Cinéma selon Alfred Hitchcock publié par François Truffaut en 1966 puis complété en 1980.

## Synopsis
Le documentaire retrace la genèse du célèbre livre de Truffaut et des entretiens qu'il a enregistré avec Alfred Hitchcock dans les studios Universal en 1962.

## Fiche technique
- Réalisation : Kent Jones
- Scénario : Kent Jones, Serge Toubiana
- Production :  Arte France, Artline Films, Cohen Media Group
- Durée : 79 minutes
- Dates de sortie :
  - France : 19 mai 2015 : Festival de Cannes[2]
  - États-Unis : 4 septembre 2015
  - France :  5 septembre 2015 : Festival du cinéma américain de Deauville
  - Canada : 10 septembre 2015 : Festival international du film de Toronto 
  - France :  16 novembre 2015 (Arte)

## Distribution
- Mathieu Amalric: narrateur
- Wes Anderson
- Olivier Assayas
- Peter Bogdanovich
- Arnaud Desplechin
- David Fincher
- James Gray
- Kiyoshi Kurosawa
- Richard Linklater
- Paul Schrader
- Martin Scorsese
- Alfred Hitchcock (images d'archive)
- François Truffaut (images d'archive)

## Distinctions
- Kent Jones nommé pour le film lors du Festival de Cannes
- Meilleur documentaire au Denver International Film Festival[3]

## Critiques et commentaires
Pour The Guardian, c'est un documentaire fascinant et une contribution remarquable à l'art du cinéma.
Les entretiens eux-mêmes n'ont pas été filmés, mais enregistrés, et le documentaire fait apparaître le fait que bien que Hitchcock ne parlait pas français et Truffaut parlait très mal anglais, ils se comprenaient par l'intermédiaire d'une interprète, Helen Scott, et parlaient ensemble la langue du cinéma.